# Ernesto Cristaldo
Ernesto Cristaldo, född den 16 mars 1984 i Asunción, är en paraguayansk fotbollsspelare som spelar för The Strongest. Vid fotbollsturneringen under OS 2004 i Aten deltog han det paraguayanska U23-laget som tog silver. 